# Roger Fry
Roger Eliot Fry (Londres, 14 de dezembro de 1866 – 9 de setembro de 1934) foi um pintor e crítico de arte inglês.
Nasceu em uma rica família Quaker e educou-se no Clifton College antes de ingressar na Universidade de Cambridge. Ali se especializou no estudo dos artistas antigos, ao mesmo tempo em que praticava pintura. A despeito de ter estabelecido sólida reputação na crítica dos mestres antigos, passou a se interessar pelas vanguardas da pintura francesa, para a qual cunhou o termo Pós-impressionismo. Seu trabalho de crítica foi considerado o mais influente desde John Ruskin.
Casou-se em 1896 com Helen Coombe e com ela teve dois filhos, Pamela e Julian. Com a doença mental de sua esposa, que o obrigou a interná-la em um sanatório, onde ficaria toda a vida, Fry iniciou relacionamentos breves com Vanessa Bell, Nina Hamnett e Josette Coatmellec, para depois ligar-se permanentemente a Helen Anrep. Foi amigo de Virginia Woolf, que mais escreveu sua biografia, e um importante membro do Grupo de Bloomsbury
Foi professor de história da arte no University College de Londres e na Universidade de Cambridge, e curador de pintura do Metropolitan Museum of Art em Nova Iorque, além de ter fundado o Omega Workshops, um atelier de design, onde trabalhou com Vanessa Bell e Duncan Grant.